# Daniella Jadão Meneses
Daniella Jadão Meneses (Presidente Dutra, 27 de julho de 1985),  é uma nutricionista e política brasileira, filiada ao PSB.
Atuou como coordenadora do Departamento de Nutrição e Dietética do Hospital Regional de Urgência e Emergência de Presidente Dutra (Socorrão) e posteriormente assumiu a direção-geral do hospital.
Foi primeira-dama dos municípios de Tuntum e de Caxias.
Foi eleita deputada estadual pelo Maranhão nas eleições de 2018 e 2022.